# Risca East
Risca East (en anglais) ou Dwyrain Rhisga (en gallois) est une communauté du borough de comté de Caerphilly, au pays de Galles.
Comme son nom l'indique, elle correspond à la moitié orientale de l'agglomération de Risca (en). Elle est créée en 2010, lorsque l'ancienne communauté de Risca est scindée entre Risca East et Risca West. Au recensement de 2011, elle comptait 6 464 habitants.